# Blautmörskogen
Blautmörskogen är ett naturreservat i Vallstena socken i Region Gotland på Gotland.
Området är naturskyddat sedan 2006 och är 56 hektar stort. Reservatet består av gammal barrskog. 